# Vologaisés IV.
Vologaisés IV. (parthsky Valagaš, středopersky Vardáchš; ? – 191/192) byl parthský velkokrál z rodu Arsakovců panující v letech 147/148–191/192. Jeho otcem byl podle epigrafických dokladů Mithradatés IV., vzdorokrál za Vologaisa III., synem a nástupcem král Vologaisés V.

## Vláda
Vologaisés se ujímal vlády za situace, kdy parthská říše procházela obdobím partikularismu a nejednoty. Už několik desetiletí se žádnému arsakovskému panovníkovi nepodařilo získat kontrolu nad celým prostorem rozlehlého státu – což nepochybně souviselo s drtivými porážkami z let 114–116, které říši uštědřil římský císař Traianus. Ačkoli podrobnosti o vnitřním vývoji nejsou známy, Vologaisés dokázal říši opět sjednotit a přinutit k poslušnosti i vazalská království na periferii, například Charakéné. Ústřední vláda opět získala autoritu.
Po nastolení stability se parthský král pustil do ofenzivní politiky vůči Římanům a jako obvykle šlo především o Arménii, která byla římským klientským státem. V roce 161, když zemřel císař Antoninus Pius a na trůn nastoupili Marcus Aurelius a Lucius Verus, využil Vologaisés příhodné chvíle a zahájil válečné operace v mezopotámském prostoru, zpočátku velmi úspěšné. Dobyl při nich nejen celou Arménii, ale připravil Římanům i dost vážnou porážku u Elegeie na Eufratu. Jeden z nových císařů, Lucius Verus, se nato odebral na Východ, aby připravil římskou protiofenzívu.
V následujícím období dobyly Verovy legie Arménii, pronikly do Mezopotámie a roku 165 obsadily parthské hlavní město Ktésifón. Vologaisovi nezbylo nic jiného než přenechat Římanům sporné pohraniční kraje spolu s městy Nisibis a Karrhy. Z pramenů není jasné, zda byla uzavřena formální dohoda o míru, každopádně zůstala hranice mezi oběma státy v příštích třiceti letech klidná. O Vologaisovi není dále téměř nic známo – výjimku představuje vzpoura Osroa (II.) v Médii, kterou se králi (nebo jeho stejnojmennému synovi) podařilo rychle potlačit.